# Helius capensis
Helius capensis är en tvåvingeart som först beskrevs av Alexander 1917.  Helius capensis ingår i släktet Helius och familjen småharkrankar. Inga underarter finns listade i Catalogue of Life.